# Alcimus tristrigatus
Alcimus tristrigatus är en tvåvingeart som beskrevs av Friedrich Hermann Loew 1858. Alcimus tristrigatus ingår i släktet Alcimus och familjen rovflugor. Inga underarter finns listade i Catalogue of Life.